# Порту-Алегри (агломерация)

Порту-Алегри на карте.

Порту-Алегри (порт. Região Metropolitana de Porto Alegre)  —  крупная городская агломерация в Бразилии. Центр — город Порту-Алегри в штате Риу-Гранди-ду-Сул. 
Численность населения составляет 3 959 807 человек на 2007 год и 4 181 836 человек на 2014 год (в том числе в границах 2010 года — 4 161 237 человек). Занимает площадь 10346,0 км². Плотность населения — 404,2 чел./км².

## Состав агломерации
В агломерацию входят 34 муниципалитета, в том числе: город Порту-Алегри, Граватаи, Паробе, Сапиранга, Такуара и др.

## Статистика
- Валовой внутренний продукт на 2005 составляет 68.836.193.183 реалов (данные: Бразильский институт географии и статистики).
- Валовой внутренний продукт на душу населения на 2005 составляет 17.027,18 реалов (данные: Бразильский институт географии и статистики).
- Индекс развития человеческого потенциала на 2000 составляет 0,833 (данные: Программа развития ООН).